# Mauricio Cardozo Ocampo
Mauricio Cardozo Ocampo (* 14. Mai 1907 in Ybycuí, Paraguay; † 5. Mai 1982 in Buenos Aires, Argentinien) war ein paraguayischer Komponist, der mehr als 300 Kompositionen verfasste, darunter das in seinem Heimatland äußerst populäre und dem gleichnamigen Tanz gewidmete Lied Galopera. Außerdem war der Vater des in Buenos Aires geborenen Pianisten und Komponisten Oscar Cardozo Ocampo Autor mehrerer Bücher.

## Leben
Cardozo begann seine musikalische Ausbildung in seiner Heimatstadt Ybycuí und trat nach seinem Umzug in die Hauptstadt Asunción einer Polizeikapelle bei. Mit Eladio Martínez gründete er das Dúo Martínez-Cardozo, das eine beachtliche Anzahl von Schallplatten aufnahm und über viele Jahre hinweg in Theatern, Radiosendern und Kulturzentren auftrat. 1954 gründete Cardozo die bis 1957 bestehende Banda Ocara und war anschließend von 1959 bis 1965 Professor für Folklore am Instituto de Bellas Artes Romaro in Buenos Aires.
Cardozo widmete sich umfangreichen wissenschaftlichen Tätigkeiten und Studien im Bereich der Folklore und leitete eine Zeitlang die Folkloregruppe Ñande Roga, in deren Umfeld später die Agrupación Folklórica Guaraní und der Club Folklórico Rincón Guaraní entstanden. Seine folkloristischen Erkenntnisse hielt Cardozo in den von ihm verfassten Büchern Mis bodas de oro con el folklore – Memorias de un pychai sowie dem dreibändigen Mundo folklórico paraguayo fest.